# 東川真之
東川 真之（ひがしがわ さねゆき、1982年6月9日 - ）は、日本の俳優、プロデューサー、実業家。株式会社SANETTY Produce代表取締役。

## 略歴
- 東京都出身。愛知教育大学附属名古屋小学校（小1〜小5）、東京学芸大学附属竹早小学校（小5〜小6）、東京学芸大学附属竹早中学校、慶應義塾志木高等学校を経て、2005年3月に慶應義塾大学法学部法律学科を卒業[1]。
- 2005年4月 三菱東京UFJ銀行入行
- 2009年3月 三菱東京UFJ銀行退行
- 2009年4月 劇団俳優座入団
- 2012年3月 劇団俳優座退団
- 2016年2月 株式会社SANETTY Produce設立

## 出演作品

### 舞台
- 白いスケッチブック
- 国語
- コーカサスの白墨の輪
- ロミオとジュリエット
- 十二夜
- まじめが肝心
- 山火
- 桜の園
- ジャンヌダルク
- 湯河原ドリフターズ
- P.s
- Truth of Palm
- 思いの鳥
- 執事の器
- ZIPANGパイレーツ
- 覇権DO
- レンタル彼女
- スイートメモリーズ
- 神様たちのすむところ
- 病院のススメ
- ロストマンブルース
- さよならの唄[2]
- 虹色の涙、鋼色の月
- 透明少女

### 映画
- 武蔵野線の姉妹
- THRILLER~究極の告白